# Fórmula Vee

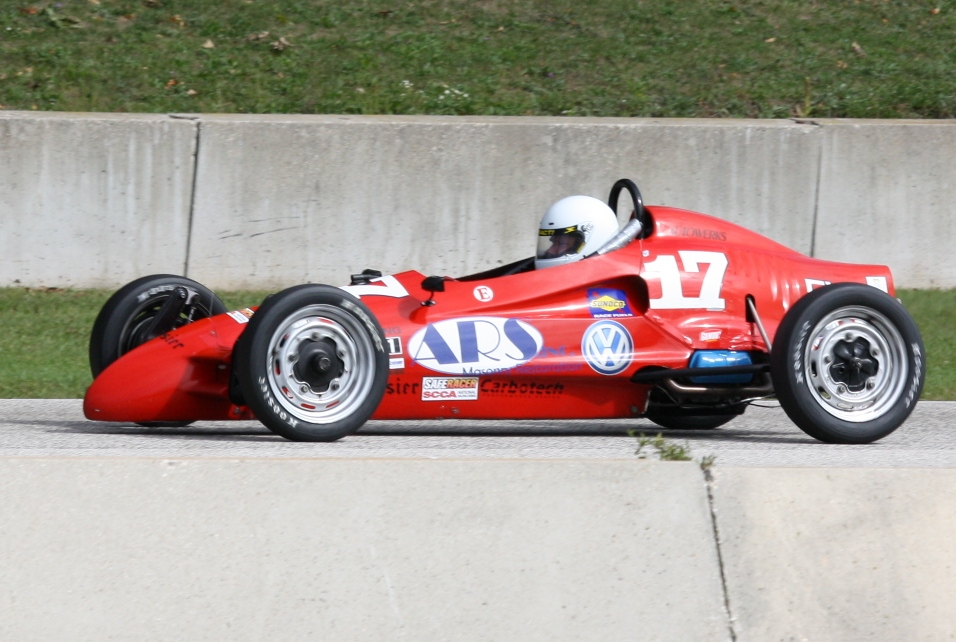
Fórmula Vee del SCCA National Championship Runoffs 2010.

La Fórmula Vee o Fórmula V es un monoplaza para competiciones de automovilismo de velocidad que utiliza la mecánica del Volkswagen Escarabajo. Se creó en la década de 1960, y varias asociaciones automovilísticas continúan organizando eventos de Fórmula Vee en distintos países, entre ellos Estados Unidos, Canadá, el Reino Unido, Irlanda, Alemania, Sudáfrica, Australia, México, Nueva Zelanda y Uruguay. Al igual que la Fórmula Ford, la Fórmula Vee ha sido el escalón posterior al karting para numerosos pilotos profesionales, tanto por potencia como por costos.
Originalmente, los motores de los Fórmula Vee debían ser originales del Volkswagen Escarabajo, así como el sistema de transmisión, suspensión, frenos y ruedas. Pese a la escasa potencia del motor, los chasis tubulares ligeros y las carrocerías de aluminio o fibra de vidrio generan un peso total de menos de 400 kg, y permiten velocidades superiores a los 150 km/h. Posteriormente se fue permitiendo modificaciones a los distintos componentes y el uso de piezas de competición. En algunos casos, se sustituyó el motor refrigerado a aire por uno refrigerados a agua.

## Campeonatos
| Campeonato                                | Zona           | Años de actividad | Información Adiacional                                                                                 |
| ----------------------------------------- | -------------- | ----------------- | --- |
| Fórmula Vee Australia                     | Australia      | 1965-             | |
| Campeonato Paulista de Fórmula Vee        | Brasil         | 2011-             | |
| Fórmula 1200 Championship Series          | Canadá         | 1965-             | |
| Challenge Cup Series                      | Canadá         | 2015-             | También compite en los Estados Unidos de América.                                                      |
| Autumn Challenge Cup Series               | Canadá         | 2013–2014         | También compitió en los Estados Unidos de América. Esta serie se convirtió en la Challenge Cup Series. |
| Fórmula Vee Estados Unidos                | Estados Unidos | 1964-             | Es el campeonato de Fórmula Vee más antiguo del mundo.                                                 |
| Challenge Cup Series                      | Estados Unidos | 2015-             | También compite en Canadá.                                                                             |
| Northeast Formula Vee Championship Series | Estados Unidos | ?-                | |
| Autumn Challenge Cup Series               | Estados Unidos | 2013–2014         | También compitió en Canadá. Esta serie se convirtió en la Challenge Cup Series.                        |
| Selco.ie National Championship Series     | Irlanda        | ?-                | |
| Fórmula Vee México                        | México         | 1970-             | |
| Fórmula Vee Nueva Zelanda                 | Nueva Zelanda  | 1967-             | |
| Fórmula Vee Championship Series           | Reino Unido    | 1967-             | |
| 750 Motor Club Formula Vee Championship   | Reino Unido    | 1979–             | |
| Fórmula Vee Championship                  | Sudáfrica      | 1966–             | Campeonato de automovilismo de mayor duración en Sudáfrica.                                            |
| Fórmula Súper Vee                         | Uruguay        | ?-                | En 2017 el campeonato pasó a ser Fórmula Súper Vee y contar con motores Ford.                          |